# Sinoflustra annae
Sinoflustra annae är en mossdjursart som först beskrevs av Osburn 1953.  Sinoflustra annae ingår i släktet Sinoflustra och familjen Flustridae. Inga underarter finns listade i Catalogue of Life.